# Терпинен
Терпинены — три изомерных углеводорода, относящихся к ментадиенам. Существуют в виде следующих изомеров:
- I — α-терпинен (1,3-пара-ментадиен; 4-метил-1-(1-метилэтил)-1,3-циклогексадиен)
- II — β-терпинен (1(7),3-пара-ментадиен; 4-метилен-1-(1-метилэтил)циклогексен
- III — γ-терпинен (1,4-пара-ментадиен; 4-метил-1-(1-метилэтил)-1,4-циклогексадиен

## Свойства
Терпинены являются бесцветными подвижными жидкостями с лимонным запахом, хорошо растворимы в органических неполярных растворителях и этаноле; нерастворимы в воде.
Легко окисляются на воздухе. При действии HCl все терпинены образуют 1,4-дихлор-пара-ментен в виде жидкого цис-изомера или кристаллического транс-изомера (Тпл = 51—52оС).
При пропускании паров терпиненов над палладием на асбесте при 200 ℃ в токе CO2 образуются пара-цимол и пара-ментан.

## Нахождение в природе
В природе α- и γ-терпинены содержатся в укропном, кардамоновом, майорановом, кориандровом, тминном эфирных маслах. β-Терпинен встречается редко.

## Получение
Смесь α- и γ-терпиненов получают при дегидратации линалоола, терпинеола, терпингидрата, 1,4-цинеола, при кислотной изомеризации пиненов, Δ4-каренов и некоторых других терпенов.

## Применение
Терпинены в смеси с другими растворителями используют как растворители для лаков и красок.